# Студзянна (Лодзинське воєводство)
Студзянна (пол. Studzianna) — село в Польщі, у гміні Посвентне Опочинського повіту Лодзинського воєводства.
Населення — 242 особи (2011).
У 1975-1998 роках село належало до Пйотрковського воєводства.

## Демографія
Демографічна структура станом на 31 березня 2011 року:
|          | Загалом | Допрацездатний вік | Працездатний вік | Постпрацездатний вік |
| -------- | ------- | ------------------ | ---------------- | -------------------- |
| Чоловіки | 117     | 25                 | 71               | 21                   |
| Жінки    | 125     | 31                 | 63               | 31                   |
| Разом    | 242     | 56                 | 134              | 52                   |